# Ciencia patológica

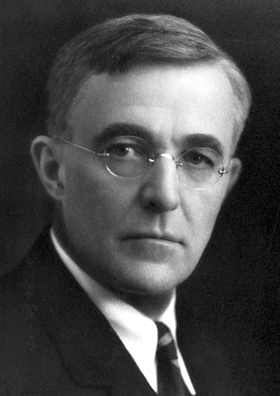
Irving Langmuir fue quien acuñó el término de pathological science.

Ciencia patológica es el proceso en la ciencia en el cual la gente se engaña con resultados falsos debido a efectos subjetivos, pensamiento desiderativo, o interacciones sin base real.

## Uso del término
El término fue utilizado por primera vez por Irving Langmuir, químico ganador del Premio Nobel, durante un coloquio en 1953 para el Laboratorio de Investigación Knolls. Langmuir dijo que la ciencia patológica es un área de investigación que simplemente no "desaparece" -aun después de haber sido abandonado y tenida como "falsa" por la mayoría de los científicos en el campo. Llamó ciencia patológica "la ciencia de las cosas que no son tales".
Bart Simon incluye entre las prácticas que pretenden ser ciencia categorías como: pseudociencia, aficionados a la ciencia o ciencia amateur, ciencia fraudulenta, mala ciencia, ciencia basura, ciencia popular, ciencias ocultas o esotéricas, entre otras. Ejemplos de ciencia patológica pueden incluir "canales" marcianos, los rayos N, poliagua, memoria del agua, y la fusión fría. Las teorías y conclusiones detrás de todos estos ejemplos están rechazadas por la mayoría de los científicos, con solo un pequeño número de excepciones.
Henry H. Bauer, profesor emérito en estudios de química y defensor de la controvertida negación del SIDA, ha criticado el término diciendo que la ciencia patológica "no es una mala conducta científica (ni tampoco patológica)", y que carece de justificación para el entendimiento contemporáneo de estudios de ciencias como historia, filosofía y sociología de la ciencia, por lo que sería hora de abandonar la frase.

## Definición
Según la definición de Langmuir, es un proceso psicológico en el que un científico, que originalmente se ajustó al método científico, inconscientemente se desvía de ese método, y comienza un proceso patológico de la interpretación de datos ilusorios. Langmuir nunca tuvo la intención de que el término fuera rigurosamente definido, sino que simplemente comenzó como el título de su charla sobre algunos ejemplos de "ciencia rara". Al igual que con cualquier intento de definir la actividad científica, ejemplos y contraejemplos siempre se puede encontrar.

## Características
Algunas características de la ciencia patológica son:
- El efecto observable máximo es producido por un agente causante de intensidad apenas perceptible, y la magnitud del efecto es sustancialmente independiente de la intensidad de la causa.
- La magnitud del efecto es cercana al límite de la detectabilidad, o muchas medidas son necesarias debido a la baja relevancia estadística de los resultados.
- Hay afirmaciones de gran exactitud.
- se proponen teorías fantásticas contrarias a la experiencia.
- Las críticas se resuelven con excusas ad hoc.
- La proporción de partidarios frente a los críticos aumenta y después cae gradualmente al olvido.